# Olga Nikolaïevna de Russie (1895-1918)
Pour les articles homonymes, voir Olga de Russie.
La grande-duchesse Olga Nikolaïevna de Russie (en russe : Ольга Николаевна Романова / Olga Nikolaïevna Romanova), née le 15 novembre 1895 (3 novembre du calendrier julien) à Tsarskoïe Selo et assassinée avec toute sa famille le 17 juillet 1918 à Iekaterinbourg, est un membre de la famille impériale de Russie. Elle est la fille aînée du tsar Nicolas II et de la tsarine Alexandra Feodorovna.

## Biographie

### Famille et jeunesse

De gauche à droite : les grandes-duchesses Olga (avec le tsarévitch Alexis sur ses genoux), Tatiana, Maria et Anastasia en 1904.

La grande-duchesse Olga naît le 15 novembre 1895 à Tsarkoïe Selo. Elle est la fille aînée de l'empereur Nicolas II de Russie et de l'impératrice Alix de Hesse-Darmstadt, nommée Alexandra Feodorovna avec sa conversion à l'orthodoxie. L'accouchement est difficile et dure treize heures. Finalement, le docteur Ott décide d'utiliser des forceps. Elle pèse 4,5 kg à la naissance et est si robuste que Nicolas II affirme qu'elle ne ressemble pas à un nouveau-né. Ses parents sont ravis et insistent sur le fait qu’ils ne sont pas déçus que leur premier enfant ne soit pas un garçon. Lorsqu'il est félicité par le chambellan de la cour, le tsar déclare : « Je suis heureux que notre enfant soit une fille. S'il avait été un garçon, il aurait appartenu au peuple, étant une fille, elle nous appartient ». Alexandra est d'accord : « Pour nous, il n'est pas question de sexe. Notre enfant est simplement un don de Dieu ».
Elle a trois sœurs cadettes, les grandes-duchesses Tatiana, Maria et Anastasia, et un frère, le tsarévitch Alexis. Son entourage l'appelle généralement Olga Nikolaïevna ou la surnomme « Olishka », « Olenka » ou « Olya ». Les serviteurs aussi appellent Olga et ses frères et sœurs par leurs prénoms et patronymes plutôt que par leurs titres impériaux. Olga, ainsi que ses sœurs et son frère, sont élevés le plus simplement possible. Ils dorment sur des lits de camp, sauf s'ils sont malades, et prennent des bains froids tous les matins.
En 1896, Nicolas II et Alexandra emmènent Olga en visite en Écosse, en France et à Darmstadt. À Balmoral, la reine Victoria, son arrière-grand-mère maternelle et marraine, la rencontre pour la première fois. La souveraine déclare que « le bébé est magnifique ». En France, Olga est aussi très populaire. Nicolas II écrit à sa mère que « notre fille faisait partout une grande impression ». Olga y est accueillie par les exclamations de : « Vive le bébé ! ».

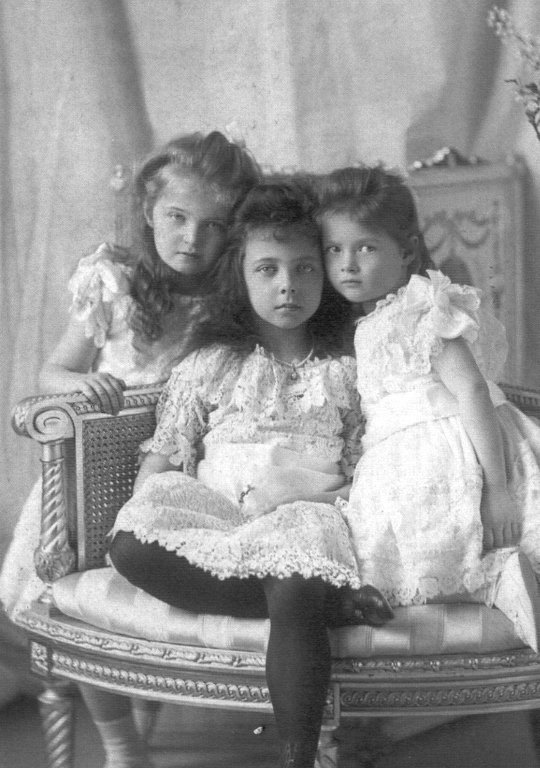
Les grande-duchesses Olga (à gauche) et Tatiana (à droite) avec leur cousine Élisabeth de Hesse (au milieu).

En 1900, avant la naissance de son frère, son père tombe gravement malade. Au cours de cette période, l'impératrice tente de persuader son mari de modifier les lois successorales de Russie pour permettre aux femmes d'hériter du trône en l'absence d'héritiers masculins afin qu'Olga hérite de l'empire à la place de son oncle, le grand-duc Michel Alexandrovitch. Finalement, le tsar guérit et ces changements n’ont pas lieu.
Olga est blonde châtain avec des yeux bleus lumineux, un nez retroussé et un long visage. Lorsqu'elle a 10 ans, son précepteur Pierre Gilliard la trouve « très jolie », avec « des yeux pétillants et malicieux et un nez légèrement retroussé ». La baronne Sophie Buxhoeveden, la dame d'honneur de sa mère, se rappelle : qu'« elle était blonde et grande, avec des yeux bleus souriants, un nez un peu court et de jolies dents ». Elle est considérée comme moins jolie que ses sœurs Maria et Tatiana, mais son apparence s'améliore pendant son adolescence. Lili Dehn note :

« La grande-duchesse Olga était l'aînée des quatre sœurs. C'était une fille très aimable et tout le monde l'aimait dès le premier regard. Enfant, elle avait un physique ordinaire, mais, à quinze ans, elle est devenue très belle. Elle était légèrement plus grande que la moyenne, elle avait un teint frais, des yeux d'un bleu profond, une masse de cheveux châtain clair et de jolies mains. C'était une fille intelligente avec un caractère doux. »

Dans ses mémoires, Meriel Buchanan décrit l'apparence d'Olga, âgée de 16 ans, lors d'un bal impérial en 1912 : « Elle n'avait pas les traits réguliers, la beauté presque mystique de sa sœur Tatiana Nikolaïevna, mais avec son nez retroussé, sa grande bouche rieuse, ses yeux bleus pétillants, elle avait un charme, une fraîcheur, une exubérance envoûtante qui la rendaient irrésistible ». Selon Anna Vyroubova, Olga est « extrêmement jolie, avec des yeux bleus brillants et un joli teint. Olga ressemble à son père par la finesse de ses traits, notamment par son nez délicat et légèrement retroussé », et mesure 1,65 m.

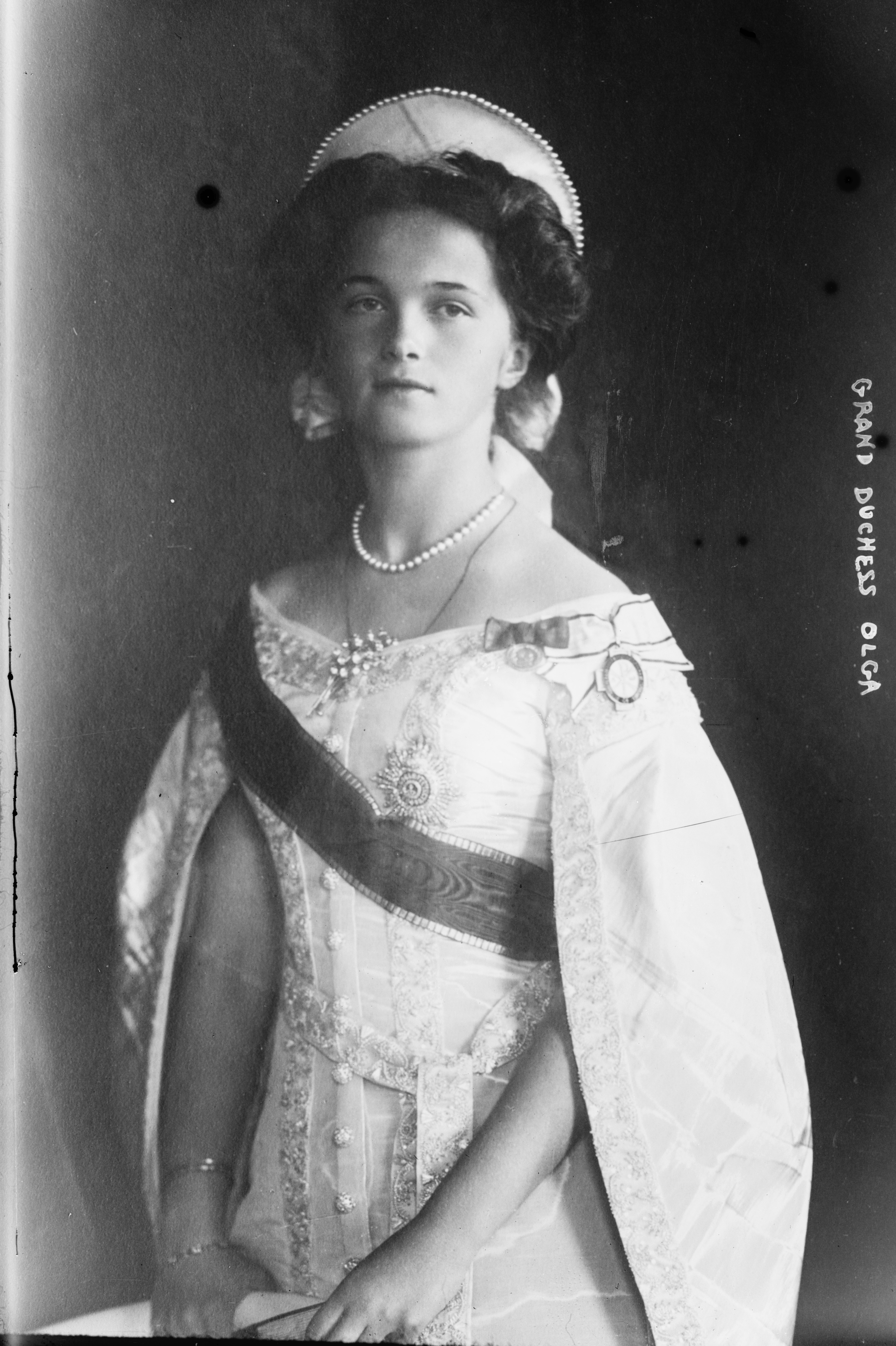
La grande-duchesse Olga en tenu de cour, en 1910.

Depuis son plus jeune âge, elle est connue pour son grand cœur, son désir d'aider les autres et son honnêteté. Par exemple, alors enfant, elle voit une petite fille pleurer le long la route. Elle jette alors sa poupée hors de sa voiture en disant : « Ne pleure pas, petite fille, voici une poupée pour toi ». La baronne Sophie Buxhoeveden se souvient qu'« elle était généreuse et qu'un appel qui lui était adressé rencontrait une réponse immédiate. « Oh, il faut aider le pauvre un tel. Je dois le faire d'une manière ou d'une autre », disait-elle. ». À ses vingt ans, elle prend le contrôle d’une partie de son importante fortune et commence à répondre de manière indépendante aux demandes de charité. Un jour, alors qu'elle se promène en voiture, elle voit un jeune enfant utilisant des béquilles. Elle pose des questions et apprend que ses parents sont trop pauvres pour se permettre un traitement. Elle met alors de côté une allocation pour couvrir les frais médicaux de l'enfant. Un fonctionnaire de la cour, Alexandre Mossolov, rappelle que le caractère de la jeune femme est « égal, bon, avec une gentillesse presque angélique ». Cependant, Olga est aussi connue pour son caractère colérique et ses sautes d'humeur. D'ailleurs, un jour pendant son enfance, elle perd patience en posant pour un portrait et se fâche contre le peintre. Les précepteurs et les gouvernantes d'Olga remarquent que la jeune fille est parfois autoritaire et impulsive. « Sa principale caractéristique est une forte volonté », écrit l'amie de sa mère, Anna Vyroubova, qui rappelle les difficultés d'Alexandra à maintenir sa fille aînée calme, et ajoute : « Admirable qualité chez une femme, cette même caractéristique est souvent éprouvante dans l'enfance, et Olga, petite fille, se montrait parfois désobéissante ».
À l'adolescence, Olga est souvent grondée par ses parents, qui veulent qu'elle soit plus polie avec ses serviteurs, avec qui elle a de nombreuses disputes quand elle est fatiguée ou nerveuse. Olga répond à cela qu'elle va essayer de faire de son mieux pour arranger la situation, mais que ce n'est pas facile, car, selon elle, certains serviteurs s'énervent contre elle sans aucune raison. Toutefois, l'une des femmes de chambre, Elizaveta Esberg, déclare à sa nièce que les serviteurs ont parfois de bonnes raisons de se disputer avec Olga, car la grande-duchesse peut parfois être gâtée, capricieuse et paresseuse.

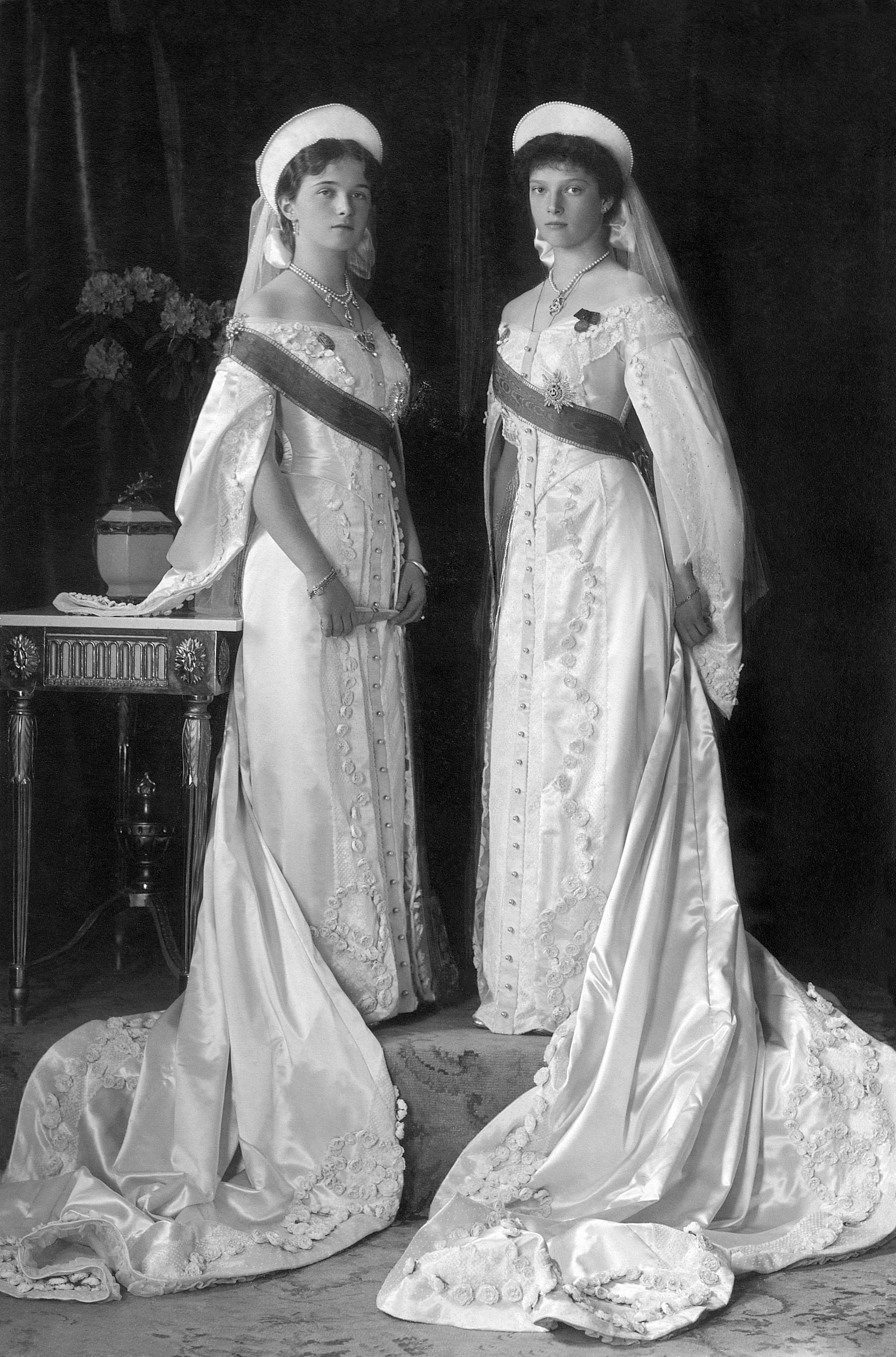
Les grandes-duchesses Olga et Tatiana en tenues de cour, à l'occasion du tricentenaire de leur dynastie, en 1913.

À l'inverse de ses frère et sœurs, Olga aime beaucoup lire et travailler à ses leçons. Son précepteur Pierre Gilliard note d'ailleurs qu'« Olga possédait un cerveau remarquablement rapide, elle avait de grandes capacités de raisonnement et d'initiative ».
Elle aime s'informer à propos de la politique et lire les journaux. Elle apprécie choisir parmi la sélection de livres de sa mère et lorsqu'elle est surprise en train de prendre un roman avant que sa mère ne le lise, Olga dit en plaisantant qu'Alexandra doit attendre jusqu'à ce qu'elle ait déterminé si c'est un livre approprié pour elle. La grande-duchesse est aussi douée pour la musique. Ses professeurs disent qu'elle a « une oreille absolument correcte ». La baronne Sophie Buxhoeveden écrit : « Elle pouvait jouer à l'oreille tout ce qu'elle avait entendu, et pouvait transposer des morceaux de musique compliqués, jouer les accompagnements les plus difficiles à vue, et son toucher du piano était délicieux. Elle chantait joliment en mezzosoprano. Elle était paresseuse pour la pratique, mais quand elle était décidée, elle jouait des heures ».
La grande-duchesse passe la plupart de son temps avec sa sœur Tatiana ; elles partagent d'ailleurs la même chambre, s'habillent pareil et sont connues comme « la grande paire ». Olga Nikolaïevna est particulièrement proche de sa tante paternelle et homonyme, la grande-duchesse Olga Alexandrovna. Plus tard, Olga Alexandrovna déclare que « Olga me ressemblait par son caractère, et c'est peut-être pour cela que nous nous comprenions si bien ».
Olga idolâtre son père et porte un collier avec une icône de Saint-Nicolas. Olga, tout comme ses frère et sœurs, adore jouer au tennis et faire de la natation avec son père pendant leurs vacances d'été et se confie à lui lors de leurs longues promenades. Bien qu'elle aime beaucoup sa mère, elle entretient avec elle des relations tendues à l'adolescence : 
« Sur chaque proposition que je lui fais, Olga devient insolente et chaque dispute se termine par « Je fais ce que je veux ». Et quand je suis sévère, elle boude. », écrit Alexandra dans une lettre adressée à Nicolas, le 13 mars 1916. Alexandra se plaint également de la mauvaise humeur et de la réticence de sa fille à rendre visite aux blessés qui se font soigner dans l'hôpital aménagé au palais d'Hiver. En 1913, Olga se plaint dans une lettre adressée à sa grand-mère, l'impératrice douairière Marie Feodorovna (Dagmar de Danemark), des dépressions incessantes d'Alexandra : « Comme d'habitude, son cœur n'est pas bien, cela devient désagréable », écrit Olga. Marie de Saxe-Cobourg-Gotha, qui rencontre les grandes-duchesses lors de leur visite en Roumanie en 1914, commente dans ses mémoires que les filles sont naturelles et se confient à elle quand Alexandra n'est pas présente, mais que dès qu'elle apparaît « elles semblaient toujours surveiller chacune de ses expressions pour être sûres d'agir selon ses désirs ».

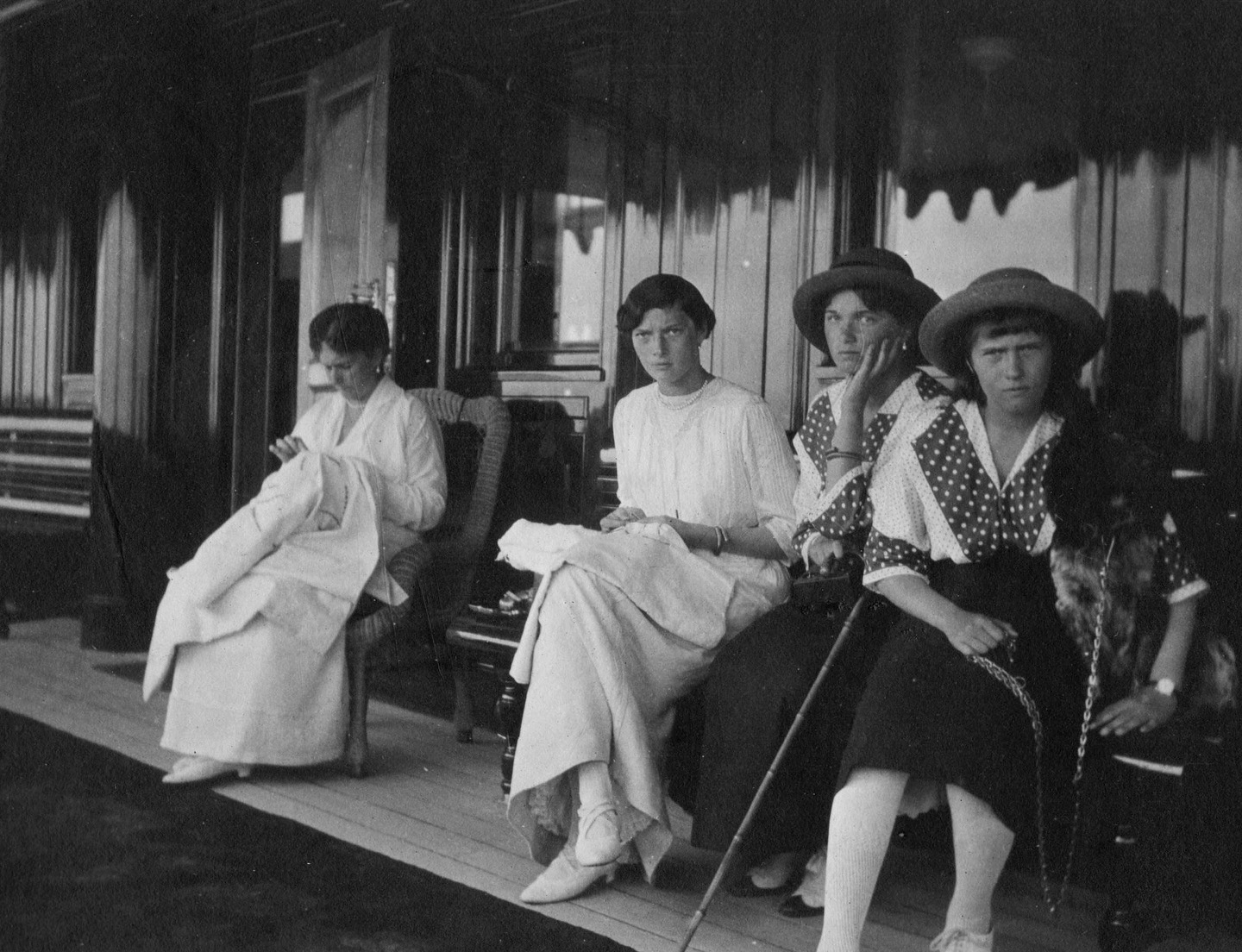
De gauche à droite : la tsarine Alexandra, les grandes-duchesses Tatiana, Olga et Anastasia à bord du Standardt, en 1914.

Alexandra rappelle fréquemment à Olga d'être un bon exemple pour ses jeunes frères et sœurs et de veiller à ce qu'ils se comportent bien. Dans de nombreuses lettres, Alexandra lui écrit : « N'oublie pas avant tout de toujours être un bon exemple pour les petits » et la prévient : « Tu dois avoir une influence positive sur eux ». Olga a toutefois du mal à garder ses frères et sœurs sous contrôle. Alexandra reproche à Olga, âgée de seize ans, assise à côté de son frère de sept ans, de ne pas réussir à contrôler le mauvais comportement du tsarévitch lors d'un dîner en famille. En effet, Alexis, gâté, taquine les autres à table, refuse de s'asseoir sur sa chaise et de manger et lèche son assiette. Les attentes de la tsarine sont déraisonnables selon le grand-duc Constantin Constantinovitch de Russie, cousin éloigné de la famille impériale : « Olga ne peut pas s'occuper de lui », écrit-il dans son journal le 18 mars 1912. Olga est toutefois proche de son jeune frère. Alexis l'adore et la considère comme sa sœur préférée. Chaque fois que ses parents le réprimandent, le tsarévitch « déclarait qu'il était le garçon d'Olga, récupérait ses jouets et se rendait à son appartement ».
Le petit garçon a  de fréquentes crises d’hémophilie et manque de mourir à plusieurs reprises. Comme leur mère, les grandes-duchesses sont elles aussi potentiellement porteuses du gène de l’hémophilie. selon la grande-duchesse Olga Alexandrovna, la sœur cadette d'Olga, Maria, aurait eu une hémorragie en décembre 1914 lors d'une opération visant à lui retirer les amygdales. Le médecin responsable de l'opération est alors si nerveux que la tsarine Alexandra doit lui ordonner de continuer. Olga Alexandrovna estime que ses quatre nièces saignent plus que la normale et qu'elles sont porteuses du gène de l'hémophilie comme leur mère, qui a hérité ce trait de sa grand-mère maternelle, la reine Victoria.

### Relation avec Raspoutine

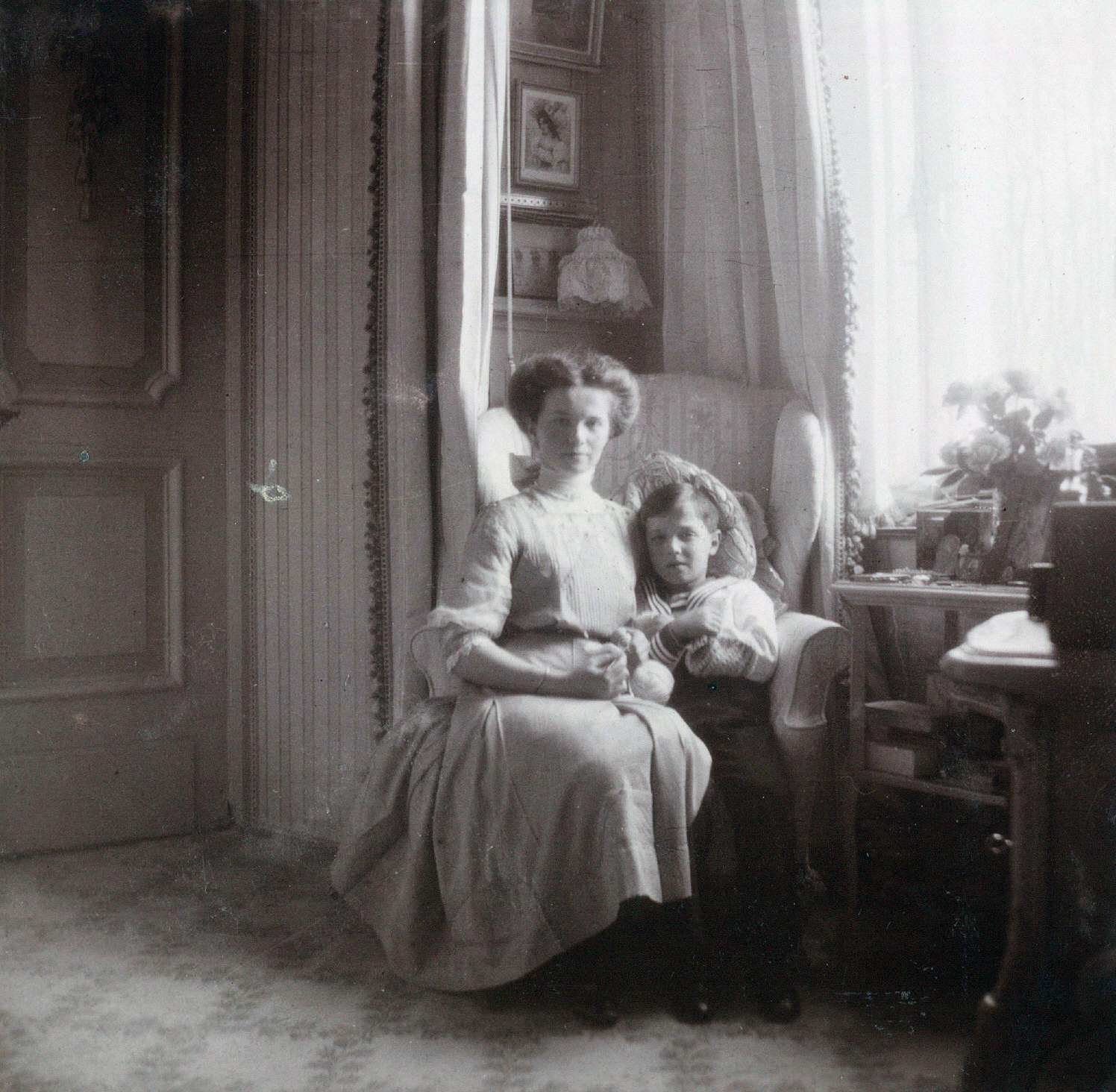
Olga et son frère vers 1911.

La tsarine Alexandra s'appuie sur les conseils de Grigori Raspoutine et considère qu'il a sauvé à de nombreuses reprises la vie du tsarévitch. Olga, ses sœurs et son frère apprennent également à considérer Raspoutine comme « notre ami » et à partager des confidences avec lui. À l'automne 1907, la tante d'Olga Nikolaïevna la grande-duchesse Olga Alexandrovna est escortée à la nursery par le tsar pour rencontrer Raspoutine. « Tous les enfants semblaient l'apprécier », se souvient-elle : « Ils étaient complètement à l'aise avec lui ».
Cependant, l'une des gouvernantes des filles, Sofia Ivanovna Tioutcheva, est horrifiée en 1910 que Raspoutine soit autorisé à accéder à la nursery alors que les quatre filles sont en chemise de nuit et demande que l'accès lui soit interdit. Bien que les contacts de Raspoutine avec les enfants aient été totalement innocents, Nicolas II demande à Raspoutine d'éviter de se rendre dans la nursery à l'avenir pour éviter un nouveau scandale. Alexandra fait finalement renvoyer la gouvernante. Tyutcheva raconte son histoire à d'autres membres de la famille et la sœur de Nicolas II, la grande-duchesse Xenia Alexandrovna, est horrifiée. Elle écrit le 15 mars 1910 qu'elle ne comprend pas :

« L'attitude d'Alix et des enfants envers ce sinistre Grigori (qu'ils considèrent presque comme un saint, alors qu'en réalité il n'est qu'un khlyst !). Il est toujours là, entre dans la nursery, rend visite à Olga et Tatiana pendant qu'elles se préparent à se coucher, reste là, à leur parler et à les caresser. Ils ont soin de le cacher à Sofia Ivanovna, et les enfants n'osent pas lui parler de lui. Tout cela est tout à fait incroyable et incompréhensible » »

Maria Ivanovna Vishnyakova, une autre gouvernante des enfants impériaux, est d'abord une adepte de Raspoutine, mais est ensuite déçue par lui. Elle affirme avoir été violée par Raspoutine au printemps 1910. L'impératrice refuse de la croire et déclare que tout ce que fait Raspoutine est sacré. La grande-duchesse Olga Alexandrovna apprend que la plainte de Vishnyakova a immédiatement fait l'objet d'une enquête, mais la jeune femme est surprise au lit avec un cosaque de la garde impériale et est démise de ses fonctions en 1913.

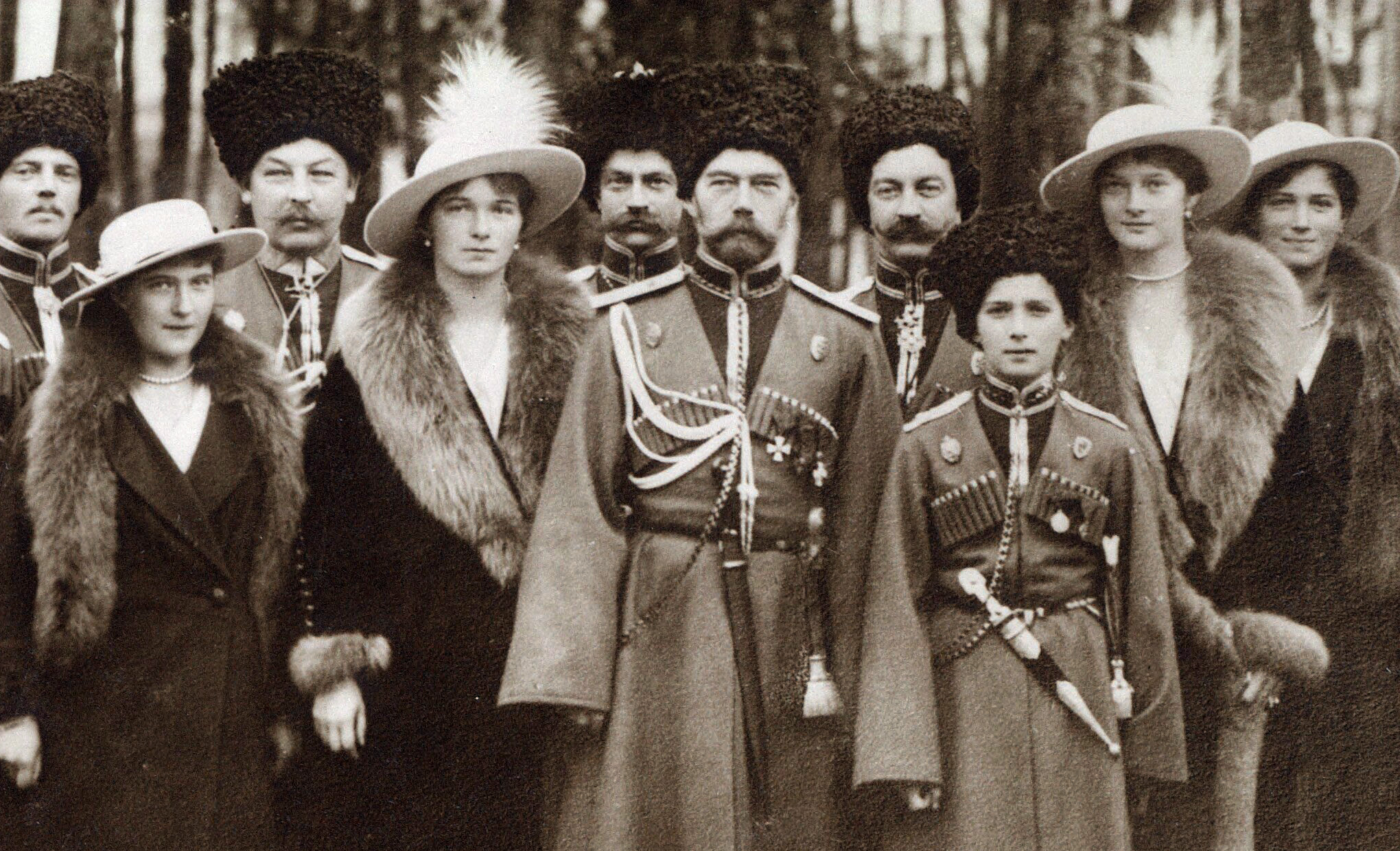
Le tsar Nicolas II avec ses enfants et des officiers cosaques, en 1917.

Il se murmure dans la haute société que Raspoutine a séduit non seulement la tsarine mais aussi les quatre grandes-duchesses. Raspoutine publie en effet des lettres ardentes, quoique de toute évidence totalement innocentes, que lui ont écrites la tsarine et les quatre grandes-duchesses. Ces lettres circulent dans la haute-société, alimentant les rumeurs. Des caricatures pornographiques sont diffusées, montrant Raspoutine entretenant des relations avec l'impératrice, avec ses quatre filles et Anna Vyroubova nues en arrière-plan. Nicolas II ordonne à Raspoutine de quitter Saint-Pétersbourg pendant un certain temps, au grand dam d'Alexandra, et le starets part en pèlerinage en Palestine. Malgré les rumeurs, l'association de la famille impériale avec Raspoutine se poursuit jusqu'à ce que Raspoutine soit assassiné le 17 décembre 1916. « Notre ami est tellement content de nos filles, dit qu'elles ont suivi des cours difficiles pour leur âge et que leur âme s'est beaucoup développée », écrit Alexandra à Nicolas II le 6 décembre 1916, quelques semaines avant l'assassinat de Raspoutine. Cependant, à mesure qu'elle grandit, Olga est moins encline à considérer Raspoutine comme son ami et est plus consciente de la façon dont son amitié avec ses parents affecte la stabilité de son pays. Olga écrit dans son journal le lendemain du meurtre qu'elle soupçonne le grand-duc Dimitri Pavlovitch, son cousin et ancien fiancé, d'être le meurtrier du « père Grigori ». Dimitri et Félix Ioussoupov, le mari de sa cousine la princesse Irina Alexandrovna, figurent en effet parmi les meurtriers. Dans ses mémoires, A. A. Mordvinov rapporte que les quatre grandes-duchesses semblent « froides et visiblement terriblement bouleversées » par la mort de Raspoutine et sont assises « serrées les unes contre les autres » sur un canapé dans l'une de leurs chambres la nuit où elles reçoivent la nouvelle. Mordvinov rapporte que les jeunes femmes sont d'humeur sombre et semblent sentir le bouleversement politique qui est sur le point de se déclencher. Raspoutine est enterré avec une icône signée au revers par Olga, ses sœurs et sa mère. Elle écrit dans son journal le 21 décembre 1916 : « À 9 heures, nous quatre, papa et maman nous sommes rendus à l'endroit où se trouve la construction d'Ania pour le service de Litia et l'enterrement du père Grigori ». Selon les mémoires de Valentina Ivanovna Chebotareva, qui a servi comme infirmière aux côtés d'Olga pendant la Première Guerre mondiale, Olga déclare en février 1917, environ un mois après le meurtre, que s'il était peut-être nécessaire que Raspoutine soit tué, cela n'aurait jamais dû être fait « si terriblement ». Elle ajoute qu'elle a honte que les meurtriers soient ses proches. Après l'assassinat d'Olga et ses sœurs, les bolcheviks découvrent que chacune portait une amulette à l'effigie de Raspoutine et une prière autour du cou.

### Romances et perspectives matrimoniales

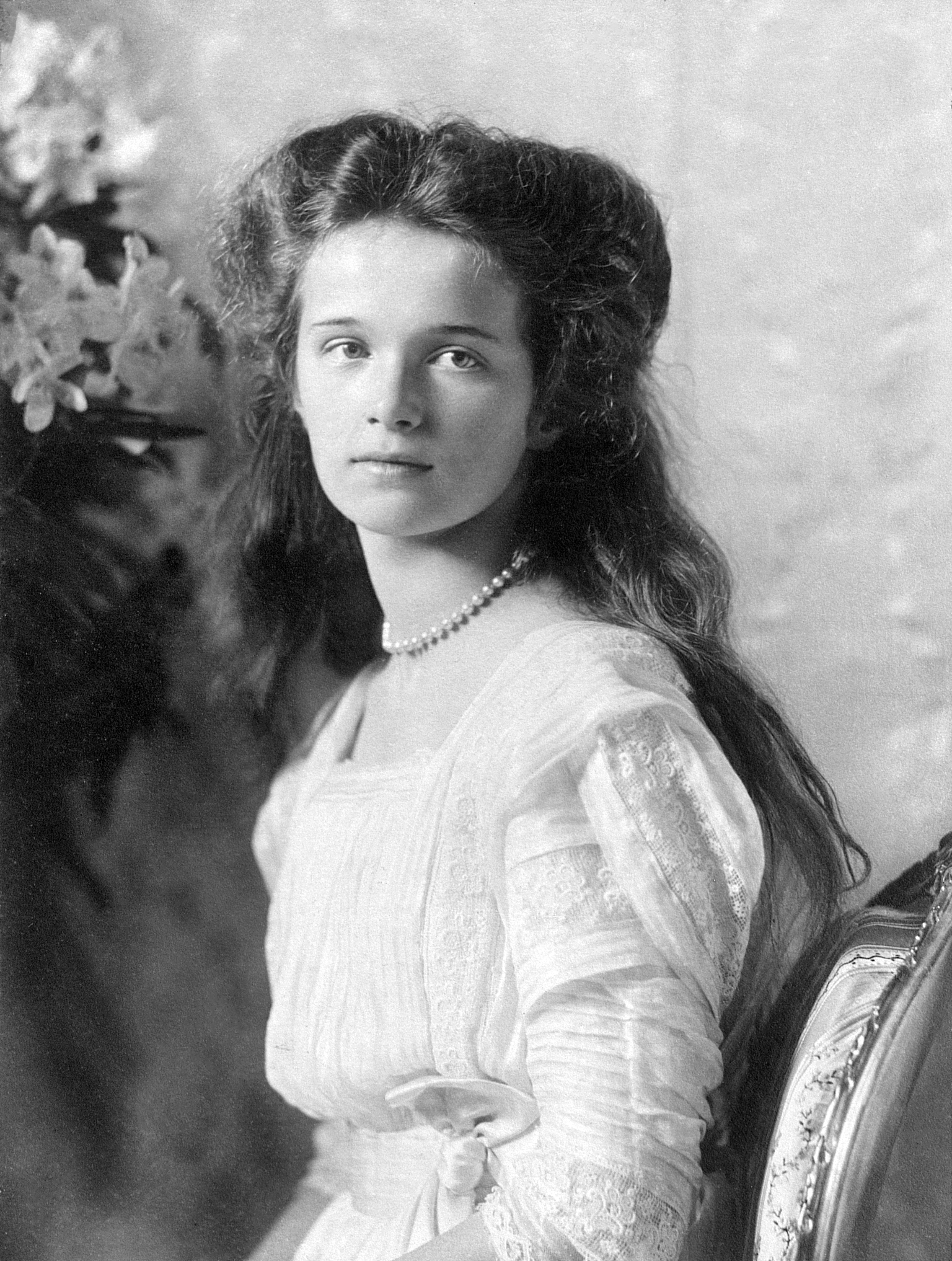
La grande-duchesse Olga en 1910.

Le prince Ioann Konstantinovitch de Russie tombe amoureux d'Olga. À l'âge de seize ans, il assiste au baptême d'Alexis en 1904 et rencontre Olga, âgée de neuf ans. Il déclare : « J'étais tellement ravi par elle que je ne peux même pas le décrire. C'était comme un feu de forêt attisé par le vent. Ses cheveux ondulaient, et ses yeux brillaient, je ne peux même pas commencer à le décrire ! ». En 1908, il se rend en Crimée « uniquement pour voir Olga ». Il avoue ses sentiments aux parents d'Olga, mais ceux-ci le rejettent. Il dit à son père : « Ils ne me laisseront pas épouser Olga Nikolaïevna ».
En novembre 1911, un bal se tient au palais de Livadia pour célébrer son seizième anniversaire et son entrée dans le monde. Ses cheveux sont relevés pour la première fois et sa première robe de bal est rose. Ses parents lui offrent une bague en diamant et un collier de diamants et de perles comme cadeau d'anniversaire et pour symboliser le fait qu'elle est devenue une jeune femme.
En 1911, des rumeurs circulent selon lesquelles Olga pourrait épouser le prince héritier Alexandre de Serbie, ou le prince Boris de Bulgarie. Il est alors dit que Nicolas II a l'intention de faire de ses quatre filles les « reines des Balkans » pour garder les États balkaniques fidèles à la Russie. Après le couronnement du roi George V du Royaume-Uni, des spéculations circulent aussi selon lesquelles Olga ou Tatiana pourraient être fiancées à son fils et héritier, Édouard. Dans les mêmes moments, Olga s'attire les vues de son cousin, le prince Christophe de Grèce, mais le tsar y met son veto.
Il y a des rumeurs selon lesquelles Olga et son cousin, le grand-duc Dimitri Pavlovitch, ont une relation amoureuse. En tant qu'orphelin, Dimitri est très proche des parents d'Olga, ce qui suscite de nouvelles spéculations sur son éventuel mariage avec Olga. Arthur Cherep-Spiridovitch écrit : « L'affection de l'empereur pour lui était telle que tout l'entourage impérial voyait déjà en lui le futur fiancé d'une des grandes-duchesses ». Alexandra Bogdanova, épouse d'un général et hôtesse d'un salon monarchiste, écrit dans son journal le 7 juin 1912 qu'Olga a été fiancée la nuit précédente au grand-duc. Le Washington Post rapporte même qu'Olga a refusé le prince Adalbert de Prusse parce qu'« elle avait donné son cœur à son cousin le grand-duc Dimitri Pavlovitch ». En août 1912, Meriel Buchanan, la fille de l'ambassadeur britannique, écrit dans son journal : « J'ai entendu hier une rumeur selon laquelle une certaine personne allait épouser la fille aînée de l'empereur, qui a hâte de l'épouser. Bien sûr, elle peut avoir un coup de foudre pour lui et insister pour faire ce qu'elle veut ». Dans son livre The Rasputin File, Edvard Radzinsky spécule que les fiançailles sont rompues en raison de l'aversion de Dimitri pour Grigori Raspoutine, de son association avec Félix Ioussoupov et des rumeurs selon lesquelles Dimitri est bisexuel.

Les prétendants de la grande-duchesse Olga.
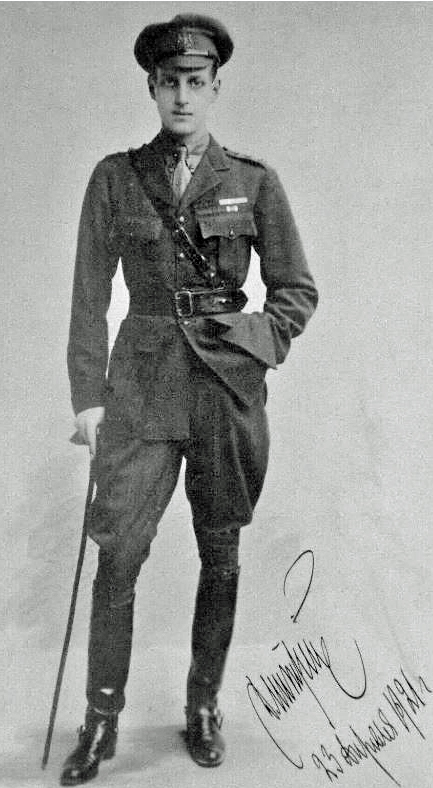
Le grand-duc Dimitri Pavlovitch (ici, en 1921).
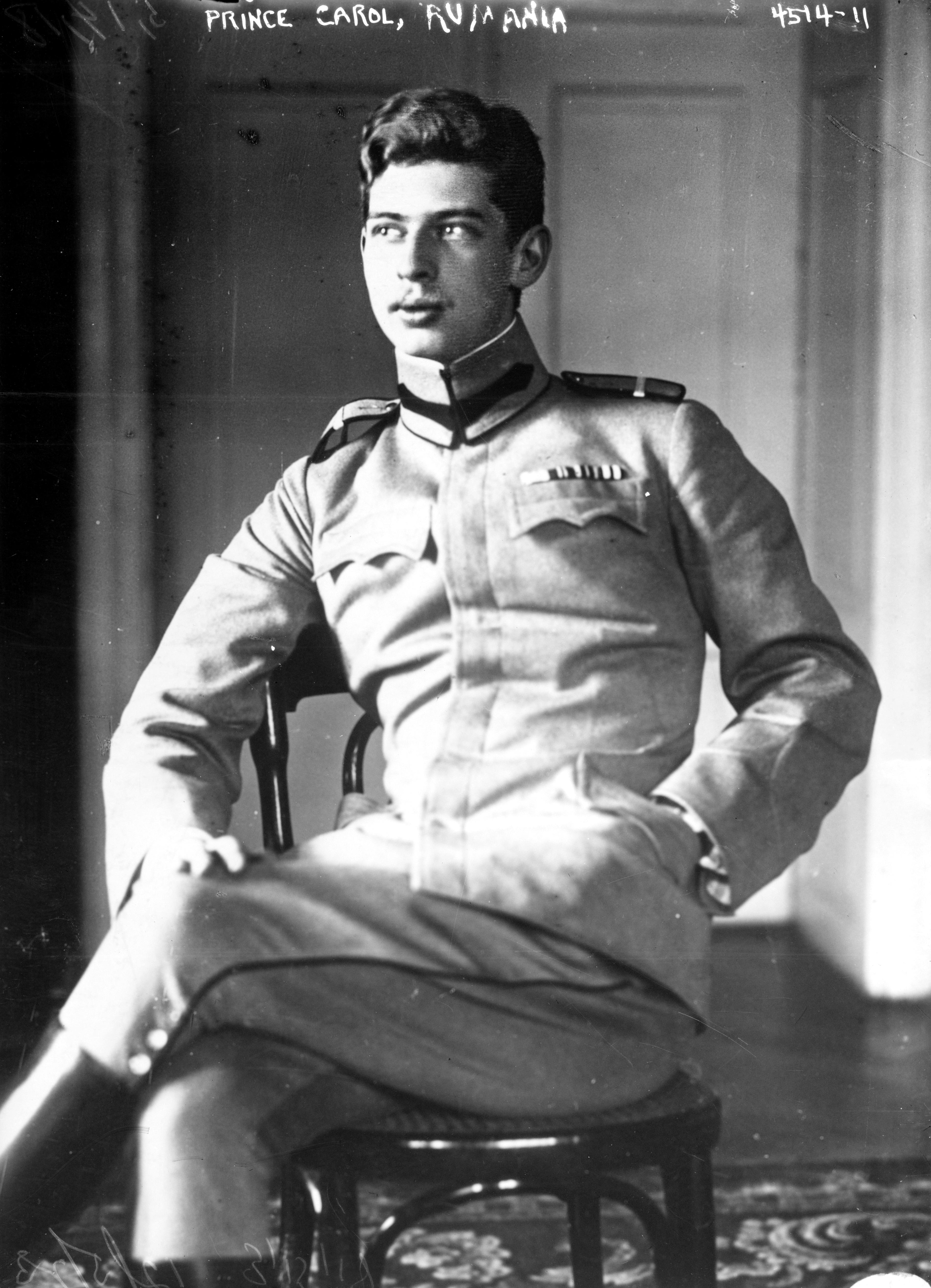
Le prince héritier Carol de Roumanie (futur Carol II, ici en 1918).
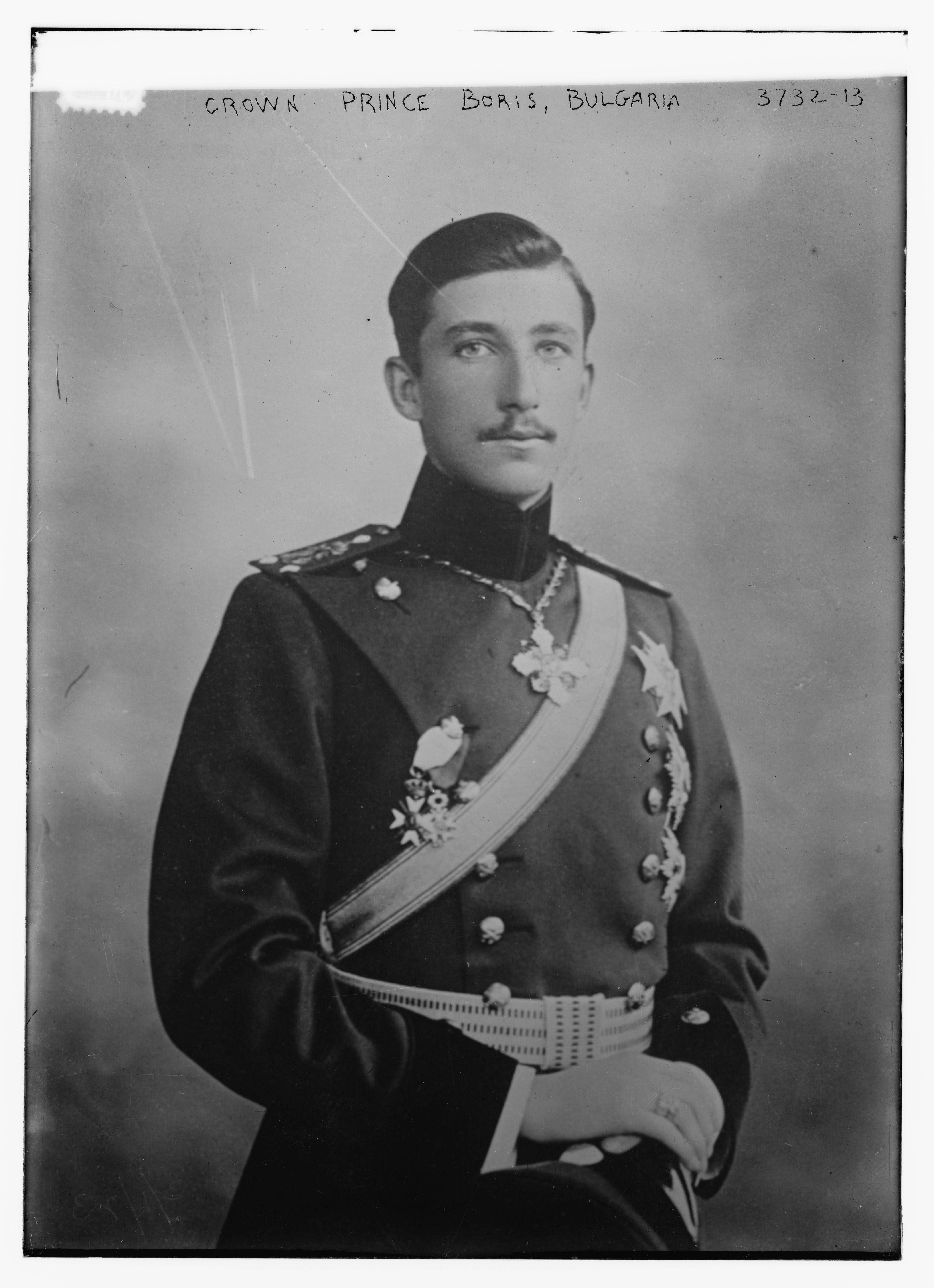
Le prince héritier Boris de Bulgarie (futur Boris III, ici vers 1910).
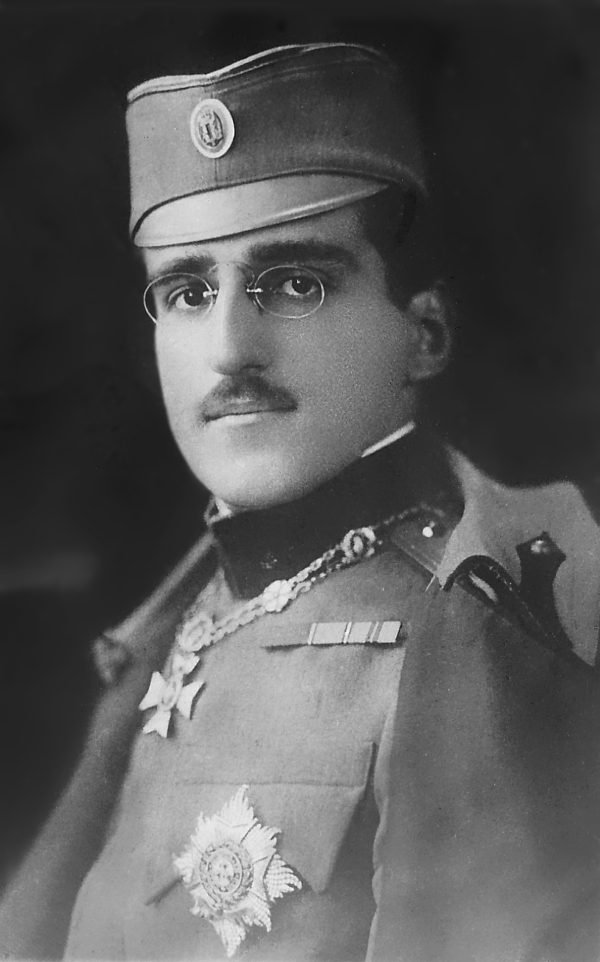
Le prince héritier Alexandre de Serbie (futur Alexandre Ier de Yougoslavie, date inconnue).
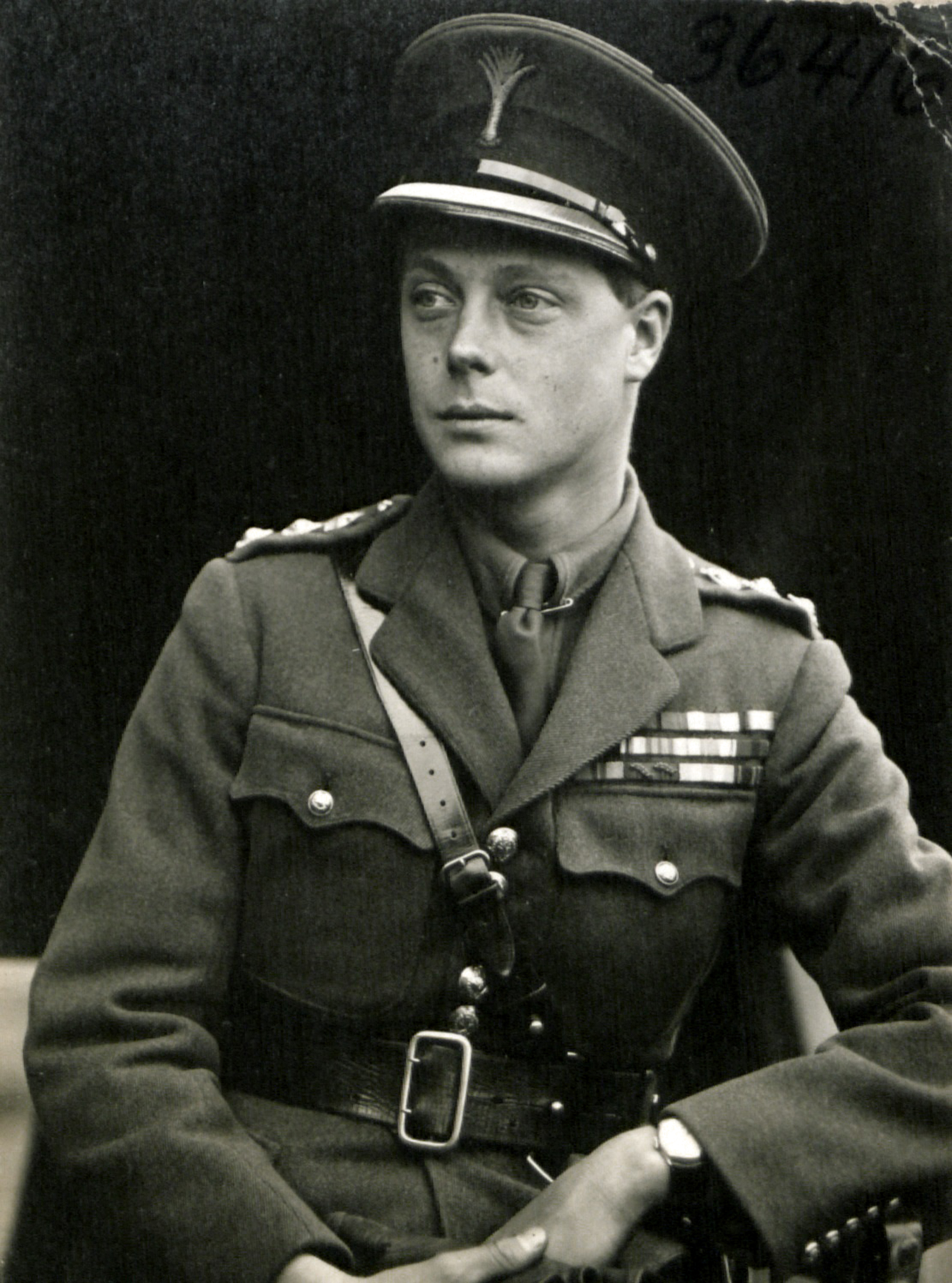
Le prince de Galles Edouard (futur Edouard VIII, ici vers 1919).
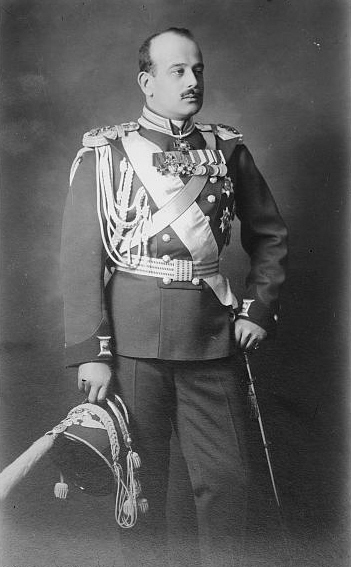
Le grand-duc Boris Vladimirovitch de Russie (ici, pendant la Première Guerre mondiale).
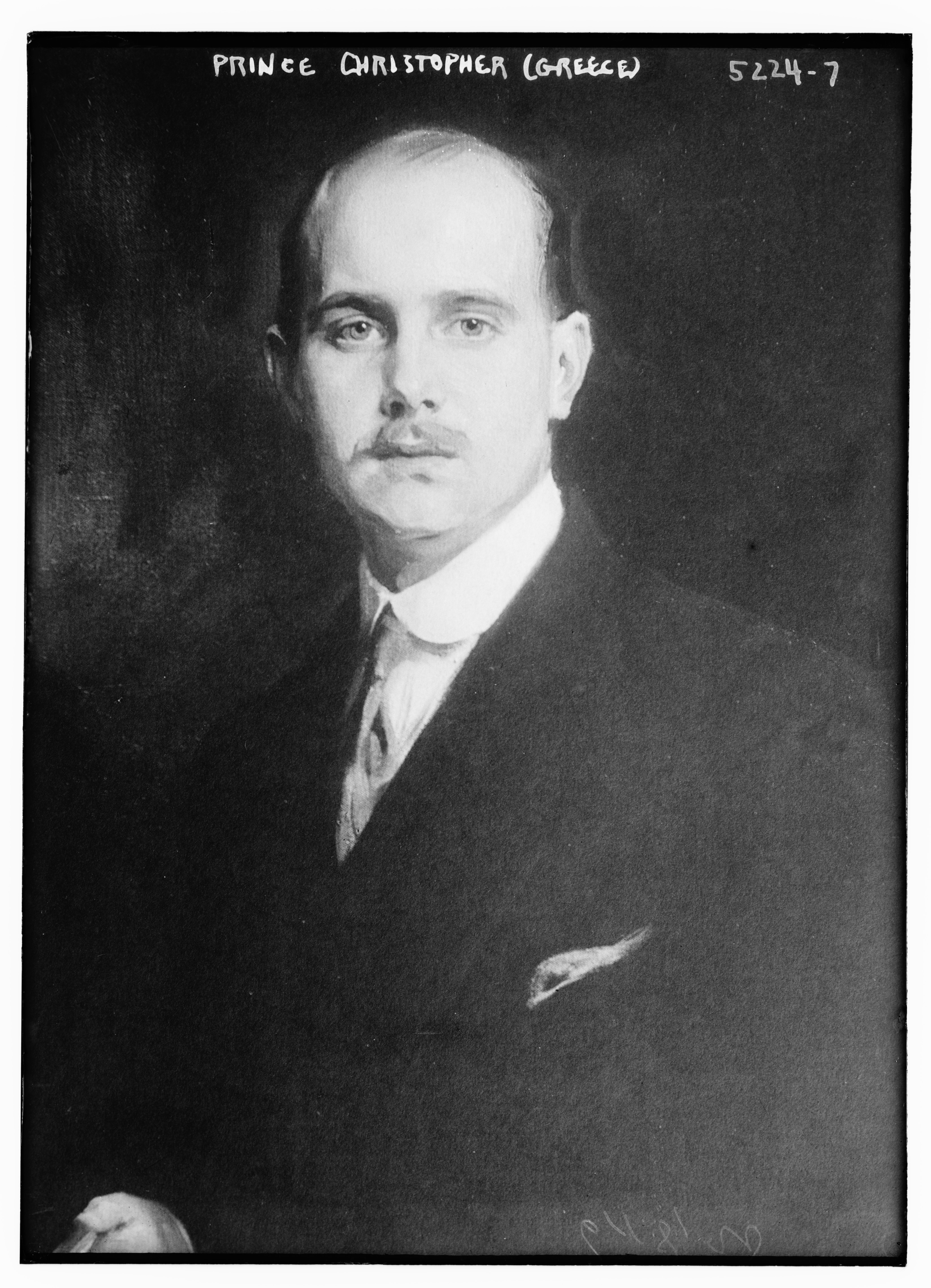
Le prince Christophe de Grèce (ici, en 1919).

Avant la Première Guerre mondiale, il y a des discussions à propos d'un mariage entre Olga et le prince Carol de Roumanie. En 1914, le ministre des Affaires étrangères Sergueï Sazonov préconise ce mariage parce qu'il veut s'assurer que la famille royale roumaine soutiendrait la Russie en cas de futur conflit. Nicolas et Alexandra sont conscients des bénéfices de ce mariage, mais ils insistent sur le fait que « le mariage de la grande-duchesse ne devrait avoir lieu que comme le résultat d'une connaissance beaucoup plus étroite entre les jeunes gens et à la condition absolue de l'accord volontaire de leur fille ». En mars 1914, le prince héritier Ferdinand de Roumanie, son épouse Marie de Saxe-Cobourg-Gotha et leur fils le prince Carol de Roumanie, rendent visite aux Romanov à Saint-Pétersbourg. Malgré leurs promenades et leurs dîners ensemble, Olga et Carol ne semblent pas s'intéresser l'une à l'autre.Marie de Saxe-Cobourg-Gotha note que Carol n'apprécie pas « le visage large et simple et les manières brusques d'Olga ». Elle juge que le visage d'Olga « était trop large, les pommettes trop hautes » et dit à sa mère que toutes les grandes-duchesses « n'étaient pas trouvées très jolies ». Marthe Bibesco, qui fait partie de la délégation roumaine, entend une rumeur selon laquelle les grandes-duchesses ont « décidé de s’enlaidir le plus possible, pour que Carol ne tombe amoureux d'aucune d'entre elles ».

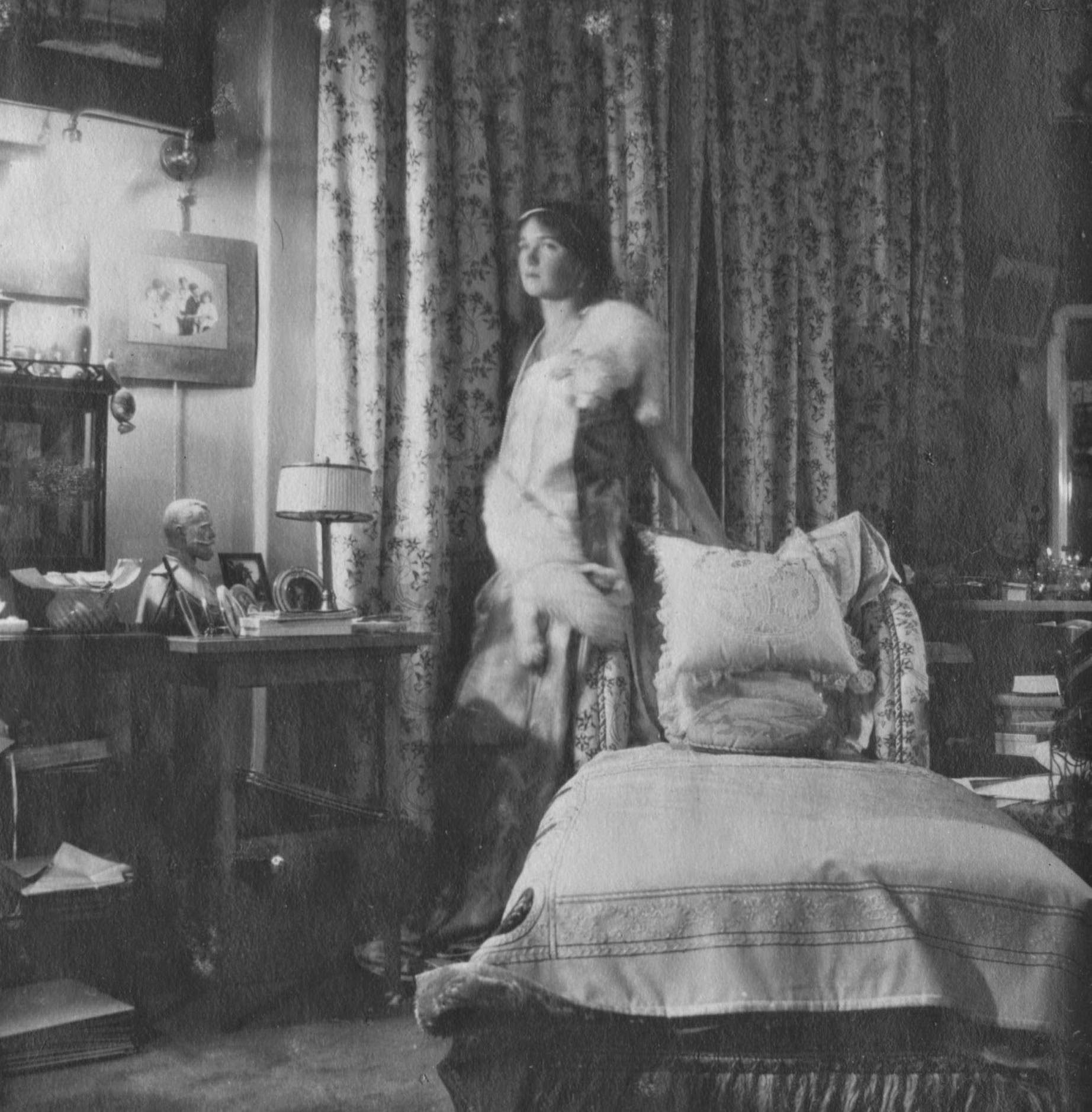
La grande-duchesse Olga en costume, en 1916.

En 1913, Marie de Mecklembourg-Schwerin interroge Alexandra à propos d'un éventuel mariage entre Olga, âgée de dix-huit ans, et son propre fils, âgé de trente-huit ans, le grand-duc Boris Vladimirovitch. Alexandra est horrifiée, car « l'idée de Boris est trop antipathique ». Elle refuse de permettre à « une jeune fille pure et fraîche » d'épouser « un jeune homme à moitié épuisé et blasé » et de « vivre dans une maison dans laquelle beaucoup de femmes ont partagé sa vie ».
Olga confie d'ailleurs à son précepteur, Pierre Gilliard, qu'elle veut se marier avec un Russe et rester vivre en Russie. Elle explique que ses parents ne la forceraient pas à épouser quelqu'un qui ne lui plaît pas.
Olga et ses jeunes sœurs sont entourées de jeunes hommes chargés d'assurer leur sécurité au palais et sur le yacht impérial Standart et ont l'habitude de se mêler à eux et de partager des loisirs de vacances lors de leurs croisières estivales annuelles. Quand Olga a quinze ans, un groupe d'officiers à bord du yacht impérial lui offre une photographie découpée dans un journal du David nu Michel-Ange, comme cadeau pour sa fête le 11 juillet 1911. « Olga en a rit longuement », écrit Tatiana, indignée, à sa tante la grande-duchesse Olga Alexandrovna : « Et aucun des officiers ne souhaite avouer qu'il l'a fait. Quels porcs, n'est-ce pas ? ».
Tandis que la haute société discute des prétendants de la grande-duchesse, à la fin de 1913, Olga tombe amoureuse de Pavel Voronov, un officier subalterne sur le yacht impérial, mais une relation est impossible en raison de leur différence de rang. Voronov se fiance donc quelque temps plus tard avec une dame d'honneur. « Que Dieu lui accorde la bonne fortune, mon bien-aimé » ; « C'est triste, affligeant », écrit Olga dans son journal le jour du mariage de Voronov. Plus tard, dans ses journaux de 1915 et 1916, Olga mentionne fréquemment un homme du nom de Mitia avec une grande affection.

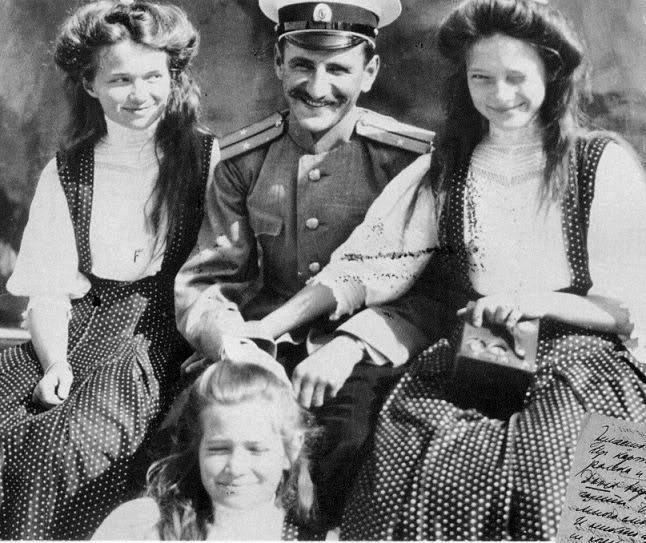
Les grandes-duchesses Olga, Tatiana et Maria avec Pavel Voronov en 1913.

Selon le journal de Valentina Chebotareva, une femme qui exercé comme infirmière auprès d'Olga pendant la Première Guerre mondiale, le Mitia d'Olga est Dimitri Chakh-Bagov, un soldat blessé dont elle s'occupe lorsqu'elle est infirmière à la Croix-Rouge. Chebotareva écrit que l'amour d'Olga pour lui est « pur, naïf, sans espoir » et qu'elle essaie d'éviter de révéler ses sentiments aux autres infirmières. Elle lui parle régulièrement au téléphone, est déprimée à sa sortie de l'hôpital et sautille avec exubérance lorsqu'elle reçoit un message de sa part. Dimitri Chakh-Bagov adore Olga et parle de tuer Raspoutine pour elle si elle le lui demande, car c'est selon lui le devoir d'un officier de protéger la famille impériale même contre sa volonté. Cependant, il aurait également montré à d'autres soldats les lettres qu'Olga lui a écrites alors qu'il était ivre. Un autre jeune homme, Volodia Volkomski, semble également avoir de l'affection pour elle. « Il a toujours un ou deux sourires pour elle », écrit Alexandra à Nicolas II le 16 décembre 1916. Chebotareva note également dans son journal les « rêves de bonheur » d'Olga : « Se marier, vivre toujours à la campagne en hiver et en été, ne voir que de bonnes personnes et aucun officiel ».

### Première Guerre mondiale

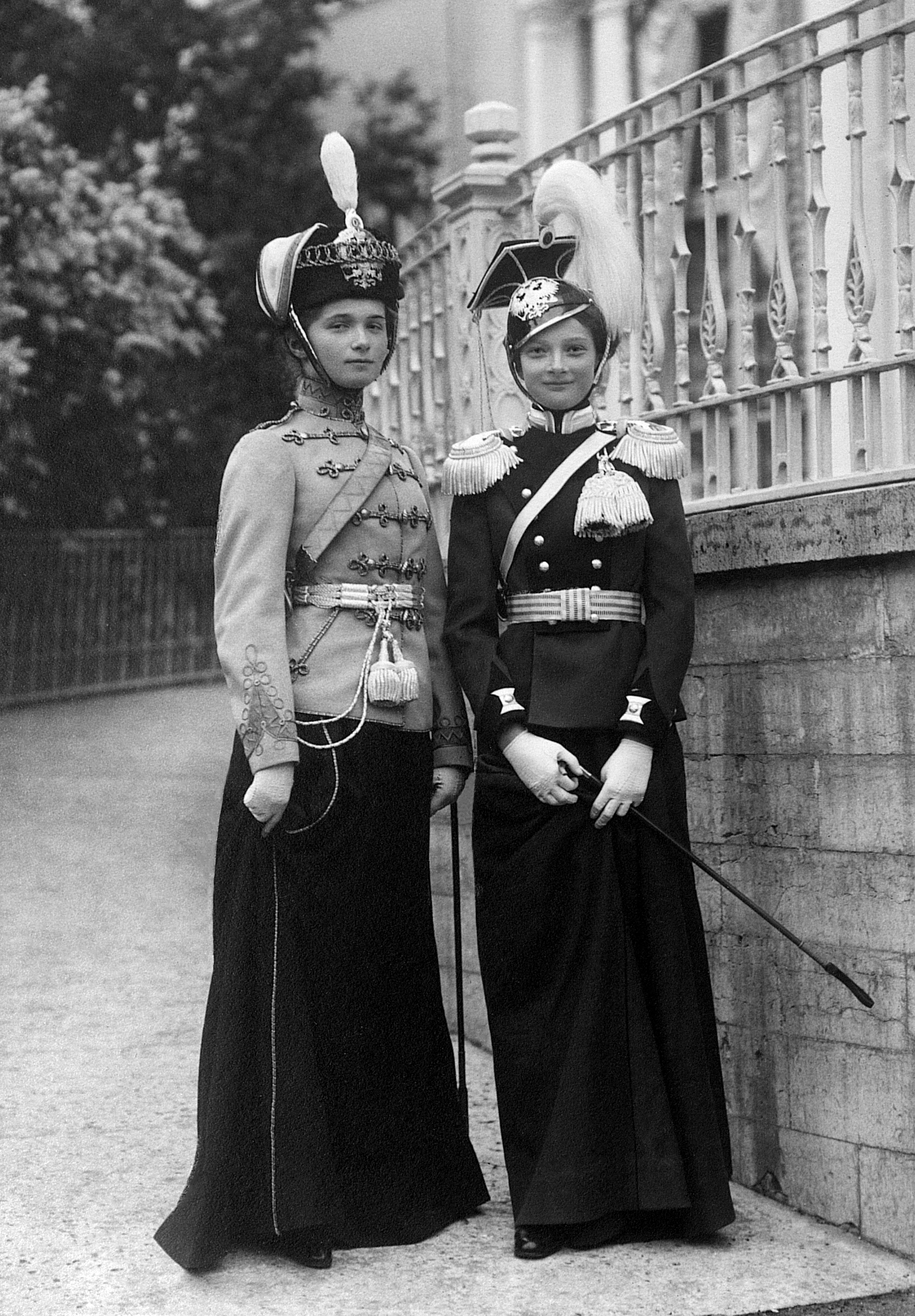
Les grandes-duchesses Olga et Tatiana en uniforme de hussards, en 1913.

Olga connaît sa première scène de violence à l'âge de quinze ans, lorsqu'elle assiste à l'assassinat du ministre du gouvernement Piotr Stolypine au cours d'un spectacle à l'opéra de Kiev. « Olga et Tatiana sont traumatisées car elles ont vu tout ce qui s'est passé », écrit Nicolas à sa mère, l'impératrice douairière Marie Feodorovna, le 10 septembre 1911 : « ... Tatiana ne se remet pas de ce qui vient de se passer, elle ne cesse de pleurer, et elles ont toutes les deux mal dormi ». Trois ans plus tard, elle voit de près des blessures par balle alors qu'elle suit une formation de la chirurgienne Vera Gedroit pour devenir infirmière à la Croix-Rouge. Olga, Tatiana et leur mère, la tsarine, soignent des soldats blessés dans un hôpital à Tsarskoïe Selo.
Olga est dédaigneuse de Félix Ioussoupov, l'époux de sa cousine, la princesse Irina Alexandrovna. Le prince profite en effet d'une loi autorisant les fils uniques à éviter le service militaire. Il reste donc un civil à un moment où se battent de nombreux membres de la maison Romanov et les soldats blessés dont Olga s'occupe. « Félix est franchement un civil dans l'âme, tout vêtu de marron, allant et venant dans sa chambre, recherchant des magazines sur quelques étagères et ne faisant pratiquement rien, il donne l'impression désagréable d'un homme désœuvré dans ces moments là », écrit Olga à son père le 5 mars 1915, après avoir rendu visite aux Ioussoupov. Elle est aussi fortement patriotique. En juillet 1915, alors qu'elle discute du mariage d'une connaissance avec des collègues infirmières, Olga déclare qu'elle comprend pourquoi l'ascendance de la grand-mère allemande du marié est dissimulée. « Bien sûr qu'il doit le cacher », s'écrie-t-elle. « Je le comprends bien, c'est peut-être une vraie Allemande sanguinaire ». Les commentaires irréfléchis d'Olga blessent sa mère, née en Allemagne, rapporte sa collègue infirmière Valentina Ivanovna Chebotareva.

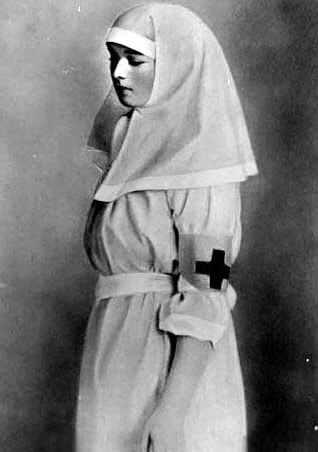
La grande-duchesse Olga dans son uniforme d'infirmière vers 1915.

Olga prend soin et plaint les soldats qu'elle aide à soigner. Cependant, l'angoisse de soigner des hommes blessés et mourants a finalement des conséquences néfastes sur les nerfs d'Olga, sensible et maussade. Sa sœur Maria écrit dans une lettre adressée à son père qu'Olga, lors d'un caprice, a cassé trois volets d'une fenêtre avec un parapluie le 5 septembre 1915. Quelque temps plus tard, selon les mémoires de Valentina Tchebotareva, Olga, lors d'une crise de colère, détruit les porte-manteaux du vestiaire de l'hôpital militaire où elle travaille. À compter du 19 octobre 1915, ne parvenant plus à supporter la vision des soldats blessés, elle se contente d'un travail d'aide-soignante, prenant les températures, distribuant les médicaments et faisant les lits. Elle reçoit des injections d'arsenic en octobre 1915, considéré à l'époque comme un traitement contre la dépression et les troubles nerveux. La baronne Sophie Buxhoeveden, une des dames d'honneur de sa mère, rappelle qu'Olga doit abandonner les soins infirmiers et se contenter de superviser les services de l'hôpital parce qu'elle s'est « surmenée » et est devenue « nerveuse et anémique ».
Selon les proches de la cour, Olga connaît l'état financier et politique du pays pendant la guerre et la révolution. Elle sait également combien le peuple russe n'aime pas son père et sa mère. « Elle était par nature une penseuse, et il m'a semblé qu'Olga comprit la situation mieux que n'importe quel membre de la famille, y compris ses parents. À ce moment-là, elle avait peu d'illusions quant à son avenir et celui de sa famille, et en conséquence était souvent triste et inquiète », rappelle Gleb Botkine, fils du médecin personnel du tsar. La baronne Sophie Buxhoeveden se souvient que « l'horreur de la Révolution l'a touchée plus vivement que toutes les autres. Elle a complètement changé et toute sa gaieté d'esprit a disparu ».

### Révolution et captivité
Au cours de la révolution russe de 1917, la famille impériale est emprisonnée au palais d'été de Tsarskoïe Selo. Puis, en raison des mouvements révolutionnaires qui font rage à Saint-Pétersbourg, la famille impériale est transférée à Tobolsk, pour sa sécurité, puis, quelque temps plus tard, à Ekaterinbourg, en Sibérie, dans la maison Ipatiev, également désignée sous l'expression « la maison à destination spéciale ». « Cher ami, vous devez savoir que ce qui nous arrive est horrible... », écrit Olga dans une lettre à un ami depuis Tobolsk. Au cours des premiers mois de 1917, la fratrie attrape la rougeole et Olga contracte également une pleurésie.

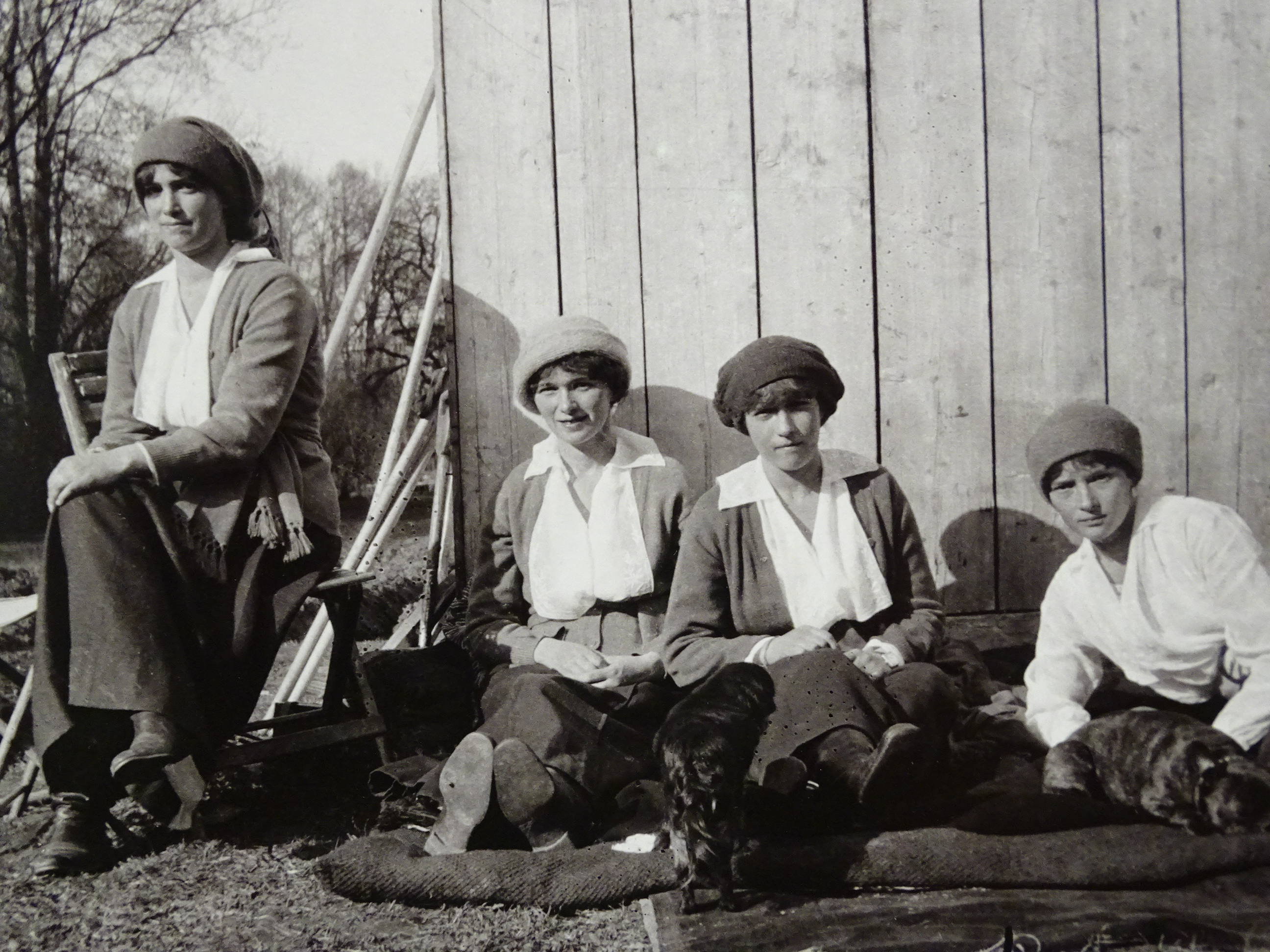
De gauche à droite : les grandes-duchesses Maria, Olga, Anastasia et Tatiana en captivité à Tsarskoïe Selo en 1917.

Olga essaie de trouver du réconfort dans sa foi et dans sa proximité avec sa famille. À sa « maman bien-aimée », avec qui elle a parfois eu des relations difficiles, elle écrit un poème en avril 1917, alors que la famille est encore emprisonnée à Tsarskoïe Selo : « Tu es angoissée par les souffrances des autres. Le chagrin ne t'as jamais échappé. Tu es implacable, seulement envers toi-même, toujours froide et impitoyable. Mais si seulement tu pouvais observer ta propre tristesse de loin, une seule fois avec une âme aimante - Oh, comme tu te plaindrais, comme malheureusement tu pleurerais ». Dans une autre lettre à Tobolsk, Olga écrit : « Père nous rappelle que le mal qui est dans ce monde deviendra encore plus puissant, et que ce n'est pas le mal qui vainc le mal, mais l'amour... ».
Elle copie dans l'un de ses cahiers un poème priant pour avoir la patience et la capacité de pardonner à ses ennemis :

« Seigneur, donne-nous, dans ces jours tumultueux, la patience, afin que nous supportions la famine et la souffrance qui menacent dans notre pays. Dieu de vérité, la force dont nous avons besoin, donne-la nous, afin que nous pardonnions à ceux qui nous torturent ; que nous portions la lourde charge de la croix sur nous ; que nous prenions comme modèle, le plus grand qui est ton humilité. Lorsqu'ils nous pillent et nous offensent, lorsqu'ils nous mutilent et nous exploitent, nous t'appelons, Christ-Sauveur ! Aide-nous, afin que nous survivions à ces dures épreuves. Seigneur de ce monde, Dieu de toute création, nous te demandons grâce, prête-nous la paix de l'âme, oh Seigneur, dans ces moments les plus durs. Et au seuil de notre tombe, souffle ta puissance éternelle sur nous, tes enfants, qui cherchons ta puissance et qui te prions dans l'humilité, ainsi que pour nos ennemis. »

Dans les effets personnels d'Olga, on retrouve L'Aiglon, l'histoire du fils de Napoléon resté fidèle à son père déchu jusqu'à la fin de sa vie. Il existe un rapport selon lequel Nicolas II aurait donné un petit revolver à Olga, qu'elle dissimule dans un coffre lors de sa captivité à Tsarskoïe Selo et à Tobolsk. Mais juste avant leur transfert à Iekaterinbourg, l'arme est découverte par un geôlier, et elle doit l'abandonner à regret.
La famille impériale est séparée en avril 1918 lors du transfert de Nicolas II, Alexandra et Maria à Ekaterinbourg. Les trois autres jeunes filles sont restées à Tobolsk avec Alexis, car celui-ci souffre d'une crise d'hémophilie. L'impératrice choisit Maria pour les accompagner à Ekaterinbourg car le moral d'Olga est trop bas pour faire ce voyage et le caractère fort de Tatiana est nécessaire pour prendre soin d'Alexis. À Tobolsk, Olga et ses sœurs ont cousu des bijoux dans leurs vêtements, dans l'espoir de les cacher aux bolcheviques, comme Alexandra leur a écrit pour les avertir qu'à leur arrivée à Ekaterinbourg, elle, Nicolas et Maria ont été fouillés agressivement et leurs biens confisqués.

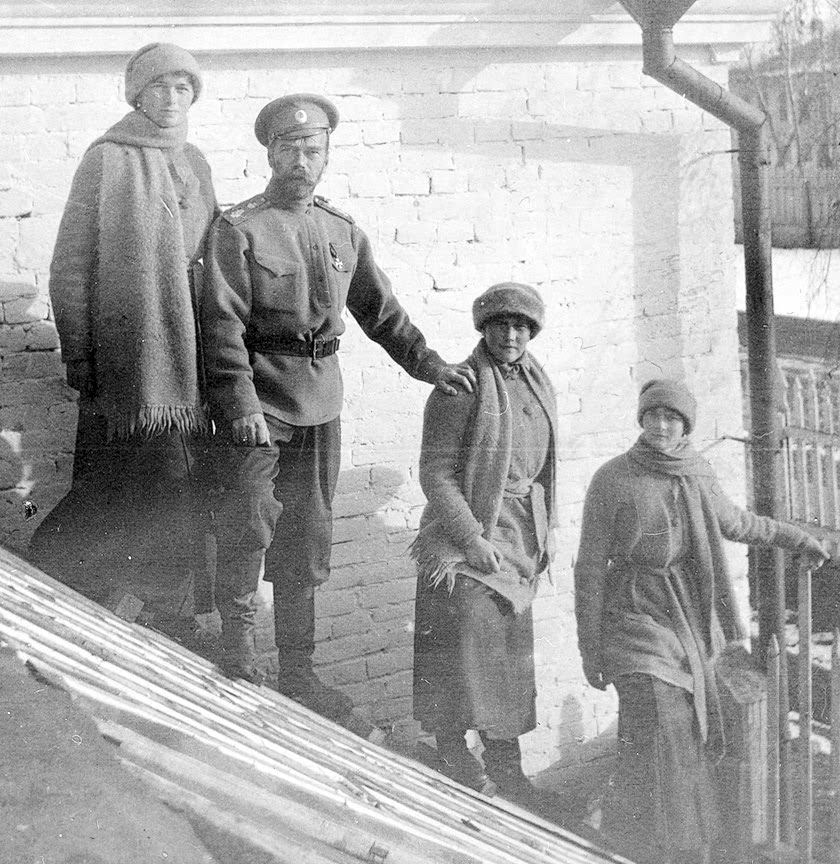
De gauche à droite : la grande-duchesse Olga, le tsar Nicolas II, les grandes-duchesses Anastasia et Tatiana en captivité à Tobolsk, en 1917.

En mai 1918, les enfants et domestiques restants montent à bord du navire Rus, qui les transporte de Tobolsk à Ekaterinbourg. À bord du navire, Olga est bouleversée lorsqu'elle voit l'un des gardes glisser d'une échelle et se blesser au pied. Elle court vers lui pour lui expliquer qu'elle a été infirmière pendant la guerre et qu'elle veut examiner son pied. Il refuse et tout au long de l'après-midi, Olga s'inquiète pour le garde, qu'elle appelle « son pauvre garçon ».
Pierre Gilliard, leur précepteur, décrit dans son Journal la dernière fois qu'il voit les enfants impériaux à Ekaterinbourg : « Le matelot Nagorny, qui s'occupait d'Alexïs Nikolaïevitch, passa devant ma fenêtre en portant le malade dans ses bras, derrière lui venaient les grandes-duchesses chargées de valises et de petits effets personnels. J'essayai de sortir, mais je fus brutalement repoussé dans la voiture par la sentinelle. Je suis revenu à la fenêtre. Tatiana Nikolaïevna est arrivée la dernière, portant son petit chien et luttant pour traîner une lourde valise marron. Il pleuvait et je voyais ses pieds s'enfoncer dans la boue à chaque pas. Nagorny essaya de lui porter assistance ; il a été brutalement repoussé par un des commissaires... ».
À la Maison Ipatiev, Olga et ses sœurs font leur propre lessive et apprennent à faire du pain. Les filles se relayent pour tenir compagnie à Alexandra et pour amuser Alexis, toujours alité et souffrant de douleurs après sa dernière blessure. Olga est profondément déprimée et perd beaucoup de poids au cours des derniers mois de sa vie, « Elle était mince et pâle, et avait l'air très malade » écrit l'un des gardes, Alexandre Strekotine, dans ses Mémoires ; « Elle a fait quelques promenades dans le jardin et a passé la plupart de son temps avec son frère ». Un autre gardien rappelle que les rares fois où elle va marcher dans le jardin, elle reste immobile, « ce qui rendait facile à lire ses émotions » dit-il. Plus tard, Olga se fâche avec sa jeune sœur Maria car elle la trouve trop amicale envers les gardes, indique Strekotine. Après la fin juin, lorsqu'un nouveau commandement est installé, il est interdit à la famille de fraterniser avec les gardes et les conditions d'emprisonnement deviennent encore plus strictes.
Le 14 juillet 1918, des prêtres locaux d'Ekaterinbourg célèbrent un service religieux privé pour la famille impériale et indiquent que la famille, contrairement à la coutume, tombe à genoux au cours de la prière aux morts. Le lendemain, le 15 juillet, Olga et ses sœurs apparaissent de bonne humeur, plaisantant entre elles et déplaçant les lits de leur chambre pour que les femmes de ménage puissent nettoyer le sol. Elles aident les femmes et discutent avec elles lorsque les gardes ne regardent pas. Elles leurs racontent à quel point elles apprécient l'effort physique et souhaitent en faire davantage dans la maison Ipatiev. Les quatre jeunes femmes portent de longues jupes noires et des chemisiers en soie blanche, les mêmes vêtements qu'elles portaient la veille. Leurs cheveux courts sont « ébouriffés et en désordre ». Olga a l'air maladive. Alors que la famille dîne ce soir-là, Iakov Iourovski, le chef du détachement, entre et annonce que le garçon de cuisine et camarade de jeu d'Alexis, Leonid Sednev, âgé de quatorze ans, doit rassembler ses affaires et se rendre chez un membre de la famille. Le garçon est en fait envoyé dans un hôtel de l'autre côté de la rue parce que les gardes ne veulent pas le tuer avec la famille Romanov. La famille, ignorant tout du projet, est bouleversée et perturbée par l'absence de Sednev. Le docteur Eugène Botkine et Tatiana se rendent ce soir-là au bureau de Iourovski, pour ce qui devait être la dernière fois, pour demander le retour du garçon de cuisine qui distrait Alexis pendant les longues heures de captivité. Iourovski les apaise en leur disant que le garçon reviendra bientôt, mais la famille n'est pas convaincue.

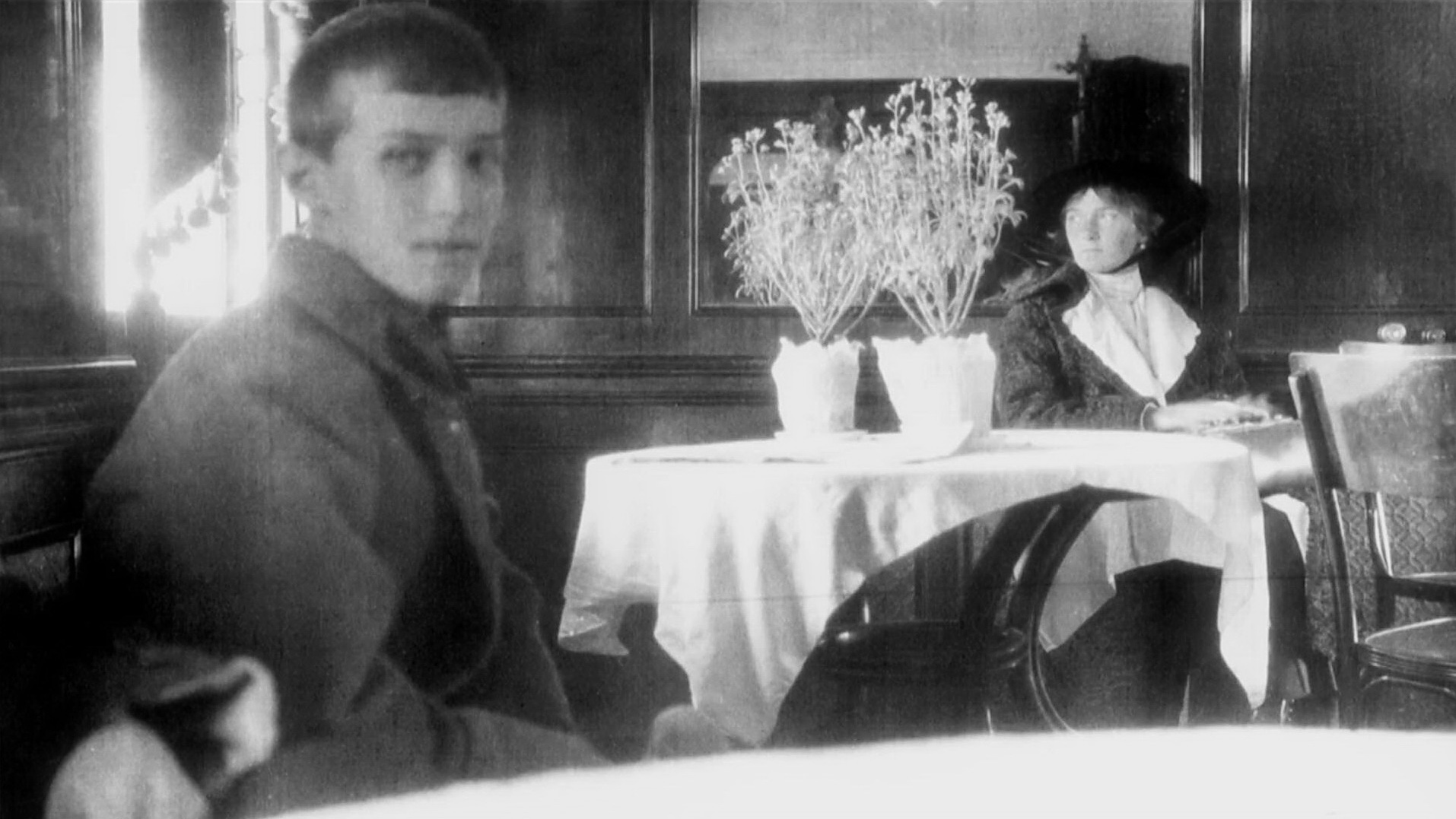
La dernière photo prise de la grande-duchesse Olga et du tsarévitch Alexis, lors de leur trajet de Tobolsk vers Ekaterinbourg en mai 1918.

Tard dans la nuit du 16 juillet, la famille est réveillée et il lui est ordonné de descendre au sous-sol de la maison car il y a des troubles dans la ville et ils doivent être déplacés pour leur propre sécurité. La famille sort de sa chambre avec des oreillers, des sacs et d'autres objets pour mettre Alexandra et Alexis à l'aise. La famille s'arrête et se signe lorsqu'elle voit l'ourse et ses petits empaillés sur le palier. Nicolas annonce aux domestiques et à la famille : « Eh bien, nous allons sortir d'ici ». Ils posent des questions aux gardes mais ne semblent pas soupçonner qu'ils vont être tués. Iourovski, qui a été photographe professionnel, demande à la famille de prendre différentes positions comme le ferait un photographe. Alexandra, qui s'est plainte du manque de chaises pour elle et Alexis, est assise à la gauche de son fils. Le tsar se tient derrière Alexis avec le docteur Botkin à sa droite, tandis qu'Olga et ses sœurs sont derrière Alexandra avec les serviteurs. Ils restent ainsi environ une demi-heure le temps que d'autres préparatifs soient effectués. Le groupe parle peu pendant ce temps, mais Alexandra chuchote aux filles en anglais, violant ainsi les règles du gardien, selon lesquelles elles ne doivent parler qu'en russe. Iourovski revient, leur ordonne de se lever et lit la sentence d'exécution. Olga et sa mère tentent de faire le signe de croix et le reste de la famille n'a que le temps de pousser quelques cris incohérents de choc ou de protestation avant que l'escadron  sous le commandement de Iourovski ne commence à tirer aux premières heures du 17 juillet 1918.
La première salve de coups de feu tue le tsar, la tsarine et deux serviteurs, et blesse la grande-duchesse Maria, le docteur Botkin et la servante de l'impératrice, Demidova. À ce moment-là, les hommes armés doivent quitter la pièce à cause de la fumée et des vapeurs toxiques de leurs armes et de la poussière de plâtre que leurs balles ont libérée des murs. Après avoir laissé la brume se dissiper pendant plusieurs minutes, les gardes reviennent. Le docteur Botkin est tué et un garde nommé Ermakov tente à plusieurs reprises de tirer sur le tsarévitch, mais échoue car des bijoux cousus dans les vêtements du garçon le protègent. Ermakov essaie de poignarder Alexis avec une baïonnette mais échoue encore, et finalement Iourovski tire deux coups de feu dans la tête du garçon. Iourovski et Ermakov s'approchent alors d'Olga et Tatiana, qui sont accroupies contre le mur du fond de la pièce, s'accrochant l'une à l'autre et criant le nom de leur mère. Ermakov poignarde les deux jeunes femmes avec sa baïonnette, mais a du mal à atteindre leur torse à cause des bijoux cousus dans leurs chemises. Les sœurs essaient de se lever, mais Tatiana est tuée sur le coup lorsque Iourovski lui tire une balle derrière la tête. Un instant plus tard, Olga meurt elle aussi quand Ermakov lui tire une balle dans la mâchoire,.

## Découverte des corps et canonisation

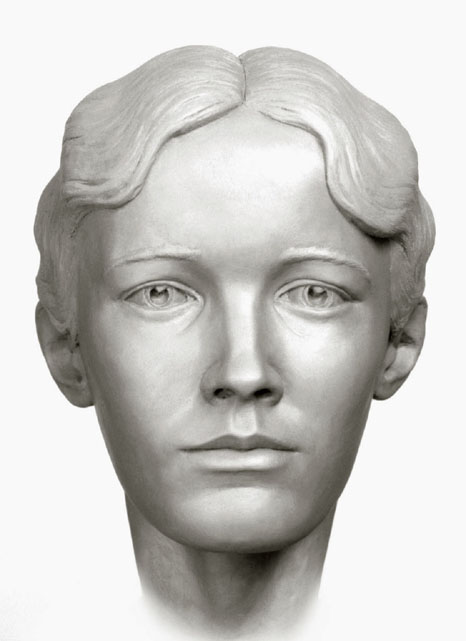
Reconstruction faciale d'Olga.

Des restes identifiés grâce à des tests ADN comme étant ceux des Romanov et de leurs serviteurs sont découverts dans les bois à l'extérieur d'Ekaterinbourg en 1991. Deux corps, ceux d'Alexis et de l'une de ses sœurs, généralement considérés comme étant Maria ou Anastasia, manquent encore. Le 23 août 2007, un archéologue russe annonce la découverte de deux squelettes partiellement brûlés sur un site près d'Ekaterinbourg, qui semblent correspondre à celui décrit dans les mémoires de Iourovski. Les archéologues déclarent que les ossements proviennent d'un garçon âgé d'environ douze à quinze ans et d'une jeune femme âgée d'environ quinze à dix-neuf ans. Anastasia avait dix-sept ans au moment de l'assassinat, tandis que Maria avait dix-neuf ans et qu'Alexis allait avoir quatorze ans. Outre les deux corps, les archéologues trouvent « des éclats d'un récipient contenant de l'acide sulfurique, des clous, des bandes métalliques provenant d'une boîte en bois et des balles de différents calibres ». Les os sont retrouvés à l'aide de détecteurs de métaux et de tiges métalliques comme sondes.
Des tests préliminaires indiquent un « degré élevé de probabilité » pour que les restes appartiennent au tsarévitch et à l'une des grandes-duchesses, annoncent des médecins légistes russes le 22 janvier 2008. Le 30 avril 2008, des médecins légistes russes annoncent que des tests ADN confirment que les restes appartiennent bien à Alexis et à l'une de ses sœurs. En mars 2009, le docteur Michael Coble du laboratoire d'identification ADN des forces armées américaines publie les résultats finaux, évalués par des pairs, des tests effectués sur les restes de 2007, les comparant avec ceux de 1991, concluant que toute la famille est bien morte ensemble en 1918. Des scientifiques autrichiens obtiennent les mêmes résultats. Cette découverte confirme que toute la famille du tsar a donc été retrouvée.
En 2000, Olga et sa famille sont canonisées comme porteuses de la passion par l'Église orthodoxe russe. La famille avait déjà été canonisée en 1981 par l’Église orthodoxe russe hors frontières comme saints martyrs.
Les corps du tsar Nicolas II, de la tsarine Alexandra et de trois de leurs filles sont finalement inhumés dans la cathédrale Pierre-et-Paul de Saint-Pétersbourg le 17 juillet 1998, quatre-vingts ans après leur assassinat.